# Balard (metrostation)
Balard  is een station van de metro in Parijs aan metrolijn 8, in het 15de arrondissement.

## Geschiedenis
Het station is geopend op 27 juli 1937 aan metrolijn 8, na de verlenging van deze lijn van La Motte-Picquet - Grenelle tot Balard.
Op 16 december 2006 werd het station ook een halte van tramlijn 3.

## Ligging

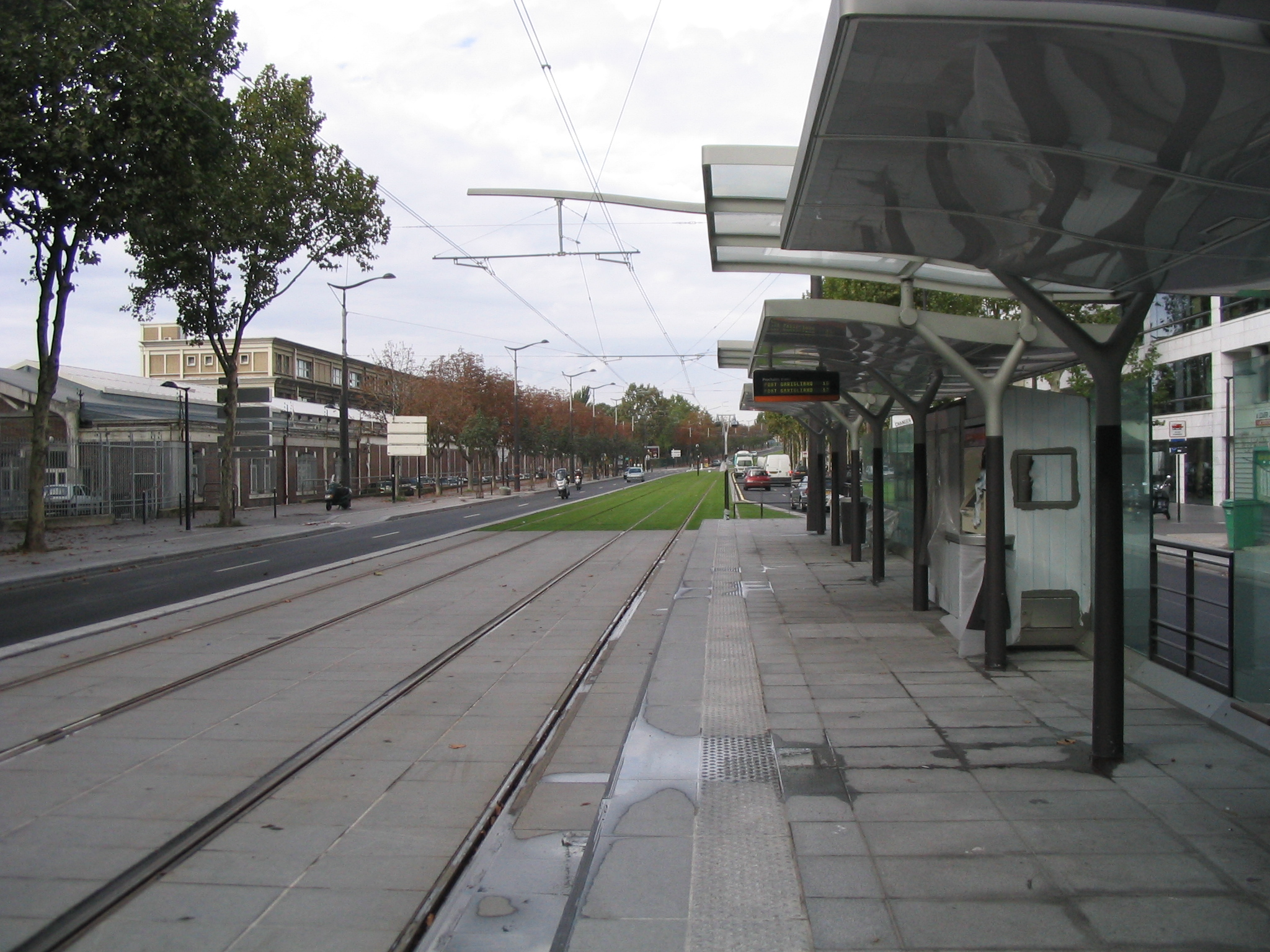
De perrons van tramlijn 3a

### Metrostation
Het metrostation ligt onder de boulevard Victor, bij de kruising bij de Porte de Sèvres.

### Tramhalte
De tramhalte van tramlijn 3a ligt op de boulevard Victor.

## Aansluitingen
- RATP-busnetwerk: vier lijnen
- Noctilien: twee lijnen

Balard ·
Lourmel ·
Boucicaut ·
Félix Faure ·
Commerce ·
La Motte-Picquet - Grenelle ·
Champ de Mars ·
École Militaire ·
La Tour-Maubourg ·
Invalides ·
Concorde ·
Madeleine ·
Opéra ·
Richelieu - Drouot ·
Grands Boulevards ·
Bonne Nouvelle ·
Strasbourg - Saint-Denis ·
République ·
Filles du Calvaire ·
Saint-Sébastian - Froissart ·
Chemin Vert ·
Bastille ·
Ledru-Rollin ·
Faidherbe - Chaligny ·
Reuilly - Diderot ·
Montgallet ·
Daumesnil ·
Michel Bizot ·
Porte Dorée ·
Porte de Charenton ·
Liberté ·
Charenton - Écoles ·
École Vétérinaire de Maisons-Alfort ·
Maisons-Alfort - Stade ·
Maisons-Alfort - Les Juilliottes ·
Créteil - L'Échat ·
Créteil - Université ·
Créteil - Préfecture ·
Pointe du Lac
- Virtual International Authority File: 1718147665808960670003